# Good Smile Company
Good Smile Company est un éditeur japonais de produits dérivés spécialisé dans les figurines pré-peintes en PVC. En plus de son activité d'édition de statues de personnages manga, elle est la créatrice de la gamme de figurines Nendoroid. Good Smile Company ne réalise pas de garage kit (en).
Good Smile Company n'est pas seulement manufacturier, l'entreprise est aussi un très important distributeur de nombreuses marques issues du même domaine, tels que Max Factory, Phat!, FREEing, Gift (marque), Art Storm...

## L'origine de la compagnie
Good Smile Company n'a pas été fondée, à l'origine, pour produire des figurines mais en tant qu'agence de talents artistiques. Ce sont les rapports étroits entre Aki Takanori (PDG de Good Smile Company) et Max Watanave (PDG de Max Factory) qui a amené l'entreprise à se lancer dans le marché naissant de la figurine.

## Les productions de figurines
Les productions PVC de Good Smile Company sont toutes issues de ce que l'on nomme communément la culture visuelle moderne japonaise, à savoir les manga, les animés et les jeux vidéo. Les personnages et licences choisis par l'éditeur le sont uniquement au jugé : "On se dit : tiens ce personnage serait génial en PVC, ou en Nendoroid et on lance le projet."
Good Smile Company édite des statues PVC pré-peintes dans différents formats (1/8e, 1/7e, 1/6e...), ainsi que la gamme de personnages au format Super Deformed Nendoroid, et la gamme d'action figure au format 1/8e actsta.
À ce jour, Good Smile Company a exploité des licences aussi variées que Magical Girl Lyrical Nanoha, Death Note, Ikkitousen, Fate/stay night, Lineage II, The Melancholy of Suzumiya Haruhi, Ghost in the Shell : Stand Alone Complex, Vocaloid, K-ON!, Black Rock Shooter, Lucky Star, Love Plus, Queen's Blade, Shining Wind, Touhou Project, Bakemonogatari, CANAAN, Kara no Kyoukai... et même un personnage Disney avec la 100e Nendoroid : Mickey Mouse.

### Tirages

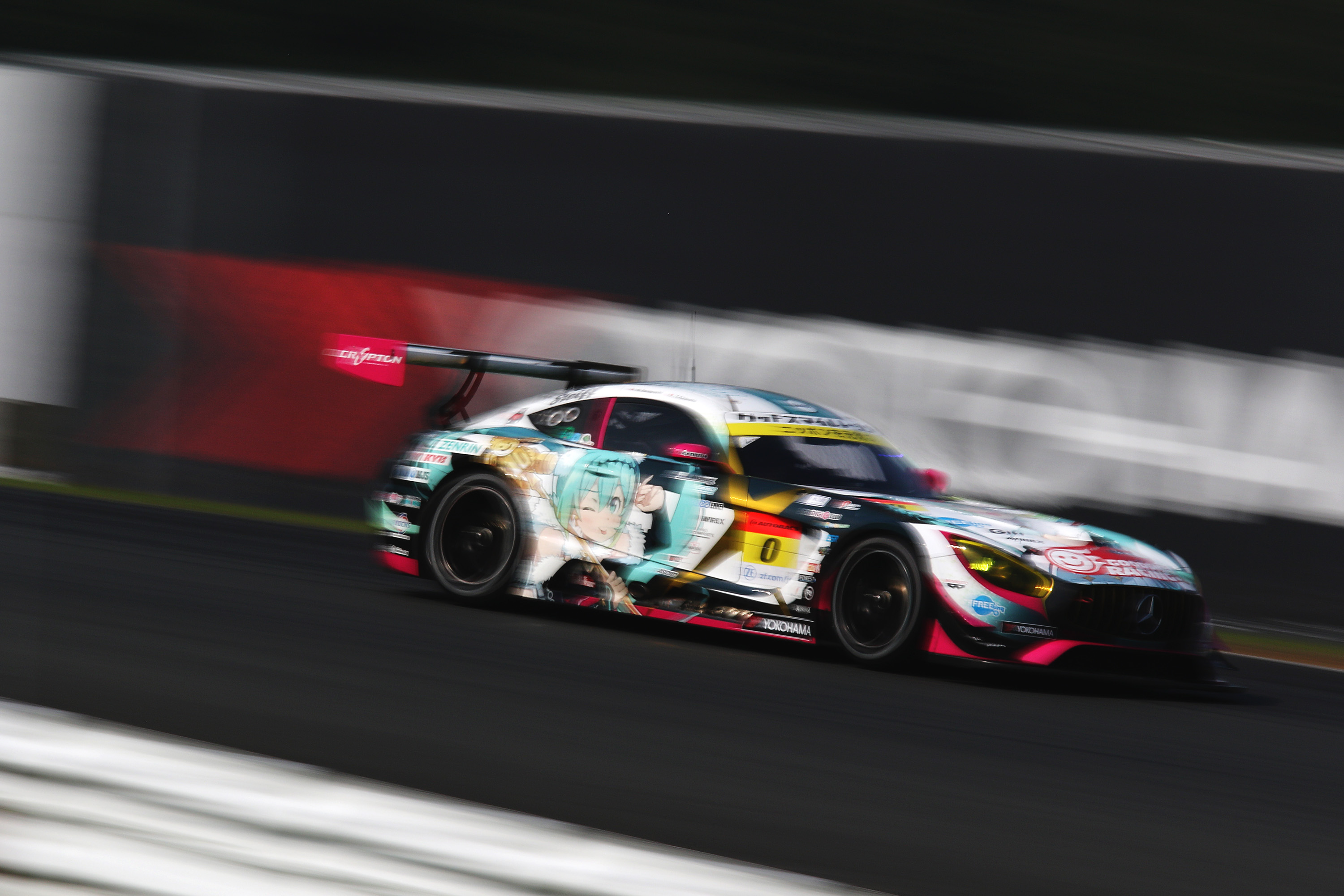
Good Smile Racing, l'équipe officielle du compétition automobile de la société en 2018

De l'aveu même de M. Takanori, (PDG de la compagnie), les tirages des statues PVC est compris entre 3 000 et 10 000 unités, le tirage peut-être porté à 50 000 sur les ventes exceptionnelles.
La gamme Nendoroid jouit, elle, de tirages moyens plus importants, de l'ordre de 20 000 pièces.
Les plus gros tirages réalisés par l'éditeur sont ceux de la Nendoroid de Miku Hatsune (Vocaloid) avec 120 000 pièces, et les statues Saber Lily ~Distant Avalon~ (Fate/Unlimited Codes) et BLACK ROCK SHOOTER avec respectivement 80 000 et 50 000 exemplaires (variantes incluses).
À partir de septembre 2007, Good Smile Company commence la production d'une série de cinq figurines originales en collaboration avec Red Entertainment : la gamme Shuraki. Cette gamme se terminera en avril 2008 avec Rize.

### Cheerful JAPAN!
À la suite de la catastrophe subie par le Japon en mars 2011, Good Smile Company décide de lancer une opération commerciale à visée caritative : Cheerful JAPAN!.
Ce programme propose l'édition (ou réédition en version exclusive) de figurines et de goodies en vente directe depuis le site de l'éditeur à destination des fans du monde entier.

Tous les bénéfices sont reversés à la Croix Rouge Japonaise.
L'éditeur a annoncé avoir reversé 700 000 euros à l'ONG grâce aux excellentes ventes de la première Nendoroid qui a lancé le programme : Miku Cheerful Ver.

### Récompenses
La figurine Saber Lily ~Distant Avalon~ de Good Smile a reçu, en 2010, le titre de meilleure figurine de l'année aux BeFA - Best Figures Awards. Quatre figurines Good Smile ont été nommés, et les finalistes de cette édition étaient toutes deux des réalisations de l'éditeur.
Auparavant, Rize avait placé deux de ses productions sur les deux dernières marches du podium en 2008.
Lors des BeFA 2011 - Best Figures Awards, l'éditeur a placé la figurine Black Rock Shooter Animation Ver. en finale (qui a perdu face à Momohime de Alter), et Saber ~Triumphant Excalibur~ est arrivée troisième.

## Distributeur
La seconde activité principale de Good Smile Company est la distribution de figurines et produits dérivés d'autres éditeurs.
L'entreprise distribue notamment Max Factory (et sa gamme Figma), Phat!, FREEing, Gift (marque), Art Storm, Good Smile Racing, maitan, Embrace Japan et dicokick.
Pendant plusieurs années, Good Smile Company a aussi distribué les produits de l'éditeur Alter, mais celui-ci a fini par quitter le réseau.

## Producteur d'animé
Depuis l'année 2010, Good Smile Company est producteur d'animé avec Black Rock Shooter. Selon son PDG, l'entreprise à d'abord produit des figurines issues des illustrations de huke avant d'envisager la production de l'OAV.